# Пиетрелчина
Пиетрелчѝна (на италиански: Pietrelcina) е малко градче и община в Южна Италия, провинция Беневенто, регион Кампания. Разположено е на 350 m надморска височина. Населението на общината е 3083 души (към 2010 г.).